# Artykuły wiary
Artykuły wiary (arab. ‏فروع الدين‎, Furūʿ ad-Dīn) – w imamickim islamie szyickim, dziesięć obowiązkowych praktyk uzupełniających pięć filarów islamu.
W dodatku do pięciu filarów, szyici imamici uwzględniają dziesięć obowiązkowych praktyk zwanych Furu ad-Din:
1. Salat – obowiązkowa modlitwa odprawiana pięć razy dziennie, z twarzą zwróconą w stronę Mekki
2. Saum – post
3. Zakat – jałmużna
4. Chums – jałmużna
5. Hadżdż – pielgrzymka do Mekki
6. Dżihad – codzienna walka z samym sobą (np. przeciwko grzeszeniu), rzadziej walka zbrojna
7. Amr-bil-Maruf – żyć podłóg tego, co dobre i sprawiedliwe
8. Nahi Anil Munkar – zabraniać tego, co złe
9. Tawalla – okazywać miłość wobec dobra
10. Tabarra – potępiać i okazywać nienawiść wobec zła